# Cafú (Fußballspieler, 1972)
Cafú, vollständiger Name Luciano Barbosa de Jesús, (* 25. Mai 1972 in Rio de Janeiro) ist ein brasilianischer ehemaliger Fußballspieler.

## Karriere
Der 1,81 Meter große Defensivakteur Cafú stand zu Beginn seiner Karriere von 1992 bis 1993 in Reihen des in Rio de Janeiro beheimateten Vereins América. Die Saison 1993/94 verbrachte er bei Chaco For Ever in Argentiniens Nacional B. Von der Apertura 1995 bis in die Zweitligasaison 1998 war der Club Atlético Cerro in Uruguay sein Arbeitgeber. Sodann schloss er sich dem Club Atlético Peñarol an, für den er von der Apertura 1999 bis in die Clausura 2002 spielte. In diesem Zeitraum gewannen die „Aurinegros“ 1999 die uruguayische Meisterschaft. Im Jahr 2003 folgte eine Station in China bei Qingdao Hailifeng. Von 2004 bis zum Saisonende der Spielzeit 2005/06 war er Spieler des Danubio FC. Dort wurde er 2004 mit den Montevideanern Uruguayischer Meister. Für Danubio bestritt Cafú insgesamt 59 Erstligaspiele und schoss ein Tor. In der Saison 2006/07 stand er beim Erstligisten Bella Vista unter Vertrag. Dort traf er einmal bei 24 Erstligaeinsätzen ins gegnerische Tor. Anschließend spielte er 2007 in Ecuador bei SD Aucas. Es folgte ein Engagement bei Centro Atlético Fénix in der Clausura und der Apertura des Jahres 2008. Während der Saison 2007/08 stehen dabei vier Einsätze (kein Tor) in der Primera División für ihn zu Buche. Wenigstens in der Clausura 2009 war der Erstligist Cerro Largo FC sein Arbeitgeber und kam in sieben Ligabegegnungen (kein Tor) zum Einsatz.
Nachdem er knapp zwei Jahre lang aufgrund einer in seiner Zeit bei Cerro Largo zugezogenen Rückenverletzung nicht mehr aktiv war und sich im Amateurbereich San Eugenio de Artigas anschloss, steht er mindestens seit der Saison 2013/14 im Kader des Club Atlético Rentistas. Dort absolvierte er in jener Saison 19 Partien (kein Tor) in der Primera División. In der Spielzeit 2014/15 wurde er siebenmal (kein Tor) in der höchsten uruguayischen Spielklasse und einmal (kein Tor) in der Copa Sudamericana 2014 eingesetzt. Sein letztes Pflichtspiel bei den Montevideanern datiert vom 3. Mai 2015. Im August 2016 war er vertragsfreier Spieler und nahm in der Saisonvorbereitung an einem Spiel einer Auswahl vertragsfreier Spieler gegen den uruguayischen Erstligisten Sud América teil.

## Erfolge
- Uruguayischer Meister: 1999, 2004